# Judith E. King
Judith Eveleigh King (* 22. Mai 1926 in Rayleigh, Essex; † 12. April 2010 in Maitland, New South Wales), nach ihrer Hochzeit auch als Judith Marlow bekannt, war eine britisch-australische Mammalogin. Ihr Hauptinteresse galt der Anatomie und Taxonomie von Robben (Pinnipedia).

## Leben
Nach ihrer Graduierung zum Bachelor of Science an der Universität London im Jahr 1948 wurde King Assistentin an der osteologischen Abteilung des British Museum of Natural History. 1957 wurde sie wissenschaftliche Mitarbeiterin. Während ihrer Museumszeit arbeitete King mehrere Jahre mit dem Walforscher Francis Charles Fraser (1903–1978) zusammen. Im Oktober 1968 verließ sie das Natural History Museum. Von 1969 bis 1984 hatte sie eine Dozententätigkeit an der zoologischen Schule der University of New South Wales, wo sie die Fächer „Wirbeltiere“ und „Skelettpräparation“ lehrte. Später wurde sie wissenschaftliche Mitarbeiterin am Australian Museum.
1964 veröffentlichte King ihr erstes Buch Seals of the World, das 1983 in einer überarbeiteten und erweiterten Auflage herauskam. 1965 folgte in Zusammenarbeit mit Richard John Harrison (1920–1999) das Werk Marine Mammals, das auf funktionellen Anatomiestudien basiert. King publizierte mehrere wissenschaftliche Artikel über die funktionelle Anatomie von lebenden Robben, darunter über Mönchsrobben, über Australische Seelöwen und Neuseeländische Seelöwen sowie über die Rossrobbe. 1961 untersuchte sie die Zähne und das Gebiss des Krabbenfressers, das als einziges Robbengebiss mit einem Siebmechanismus für Krill ausgestattet ist. 1966 veröffentlichte sie eine Studie über die Klappmützen und die See-Elefanten, in der sie erklärte, dass beide Taxa nicht nahe miteinander verwandt sind und die gemeinsame Unterfamilie Cystophorinae somit hinfällig ist. 1967 führte King eine Studie über die Südlichen Seebären (Arctocephalos) an der südaustralischen Küste durch. Zu dieser Zeit war nicht hinreichend erforscht, ob dort eine, zwei oder drei Arten vorkommen. Durch die Untersuchung von Schädelmerkmalen konnte King darlegen, dass es sich um den Neuseeländischen Seebären (Arctocephalos forsteri) und den Australischen Seebären (Arctocephalus pusillus doriferus) handelt. Während des Forschungsprojekts in Australien lernte King ihren zukünftigen Ehemann Basil Marlow (1920–1993), den damaligen Kurator für Säugetiere am Australian Museum, kennen, der sie überzeugte, nach Australien zu ziehen. 
Im Jahr 2002 schrieb sie in Zusammenarbeit mit W. Christopher Wozencraft das Kapitel über die Raubtiere im Werk The Encyclopedia of Mammals (deutsch: Enzyklopädie der Tierwelt: Säugetiere) von Edwin Gould und George McKay.
Im Dezember 1987 wurde sie Mitglied der Zoological Society of New South Wales. Im Jahr 2000 wurde sie Ehrenmitglied der Society of Marine Mammalogists.